# Kreis Neustadt

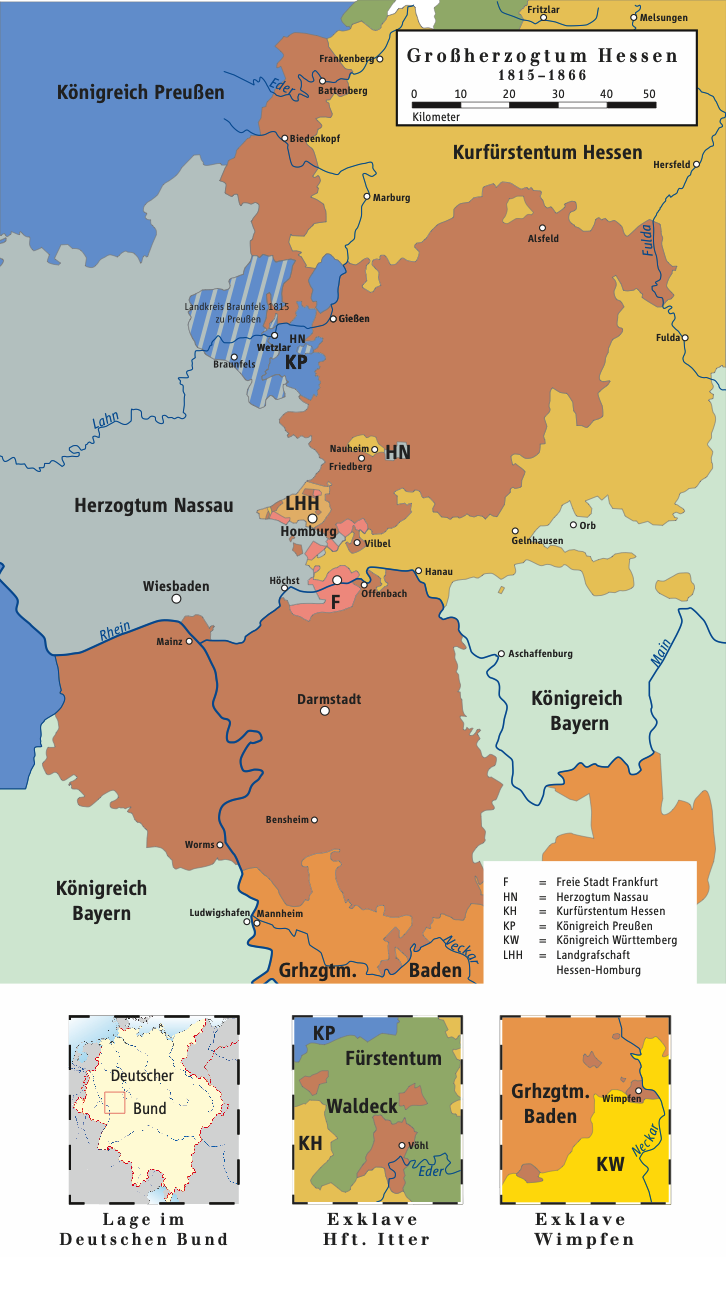
Hessen im 19. Jahrhundert

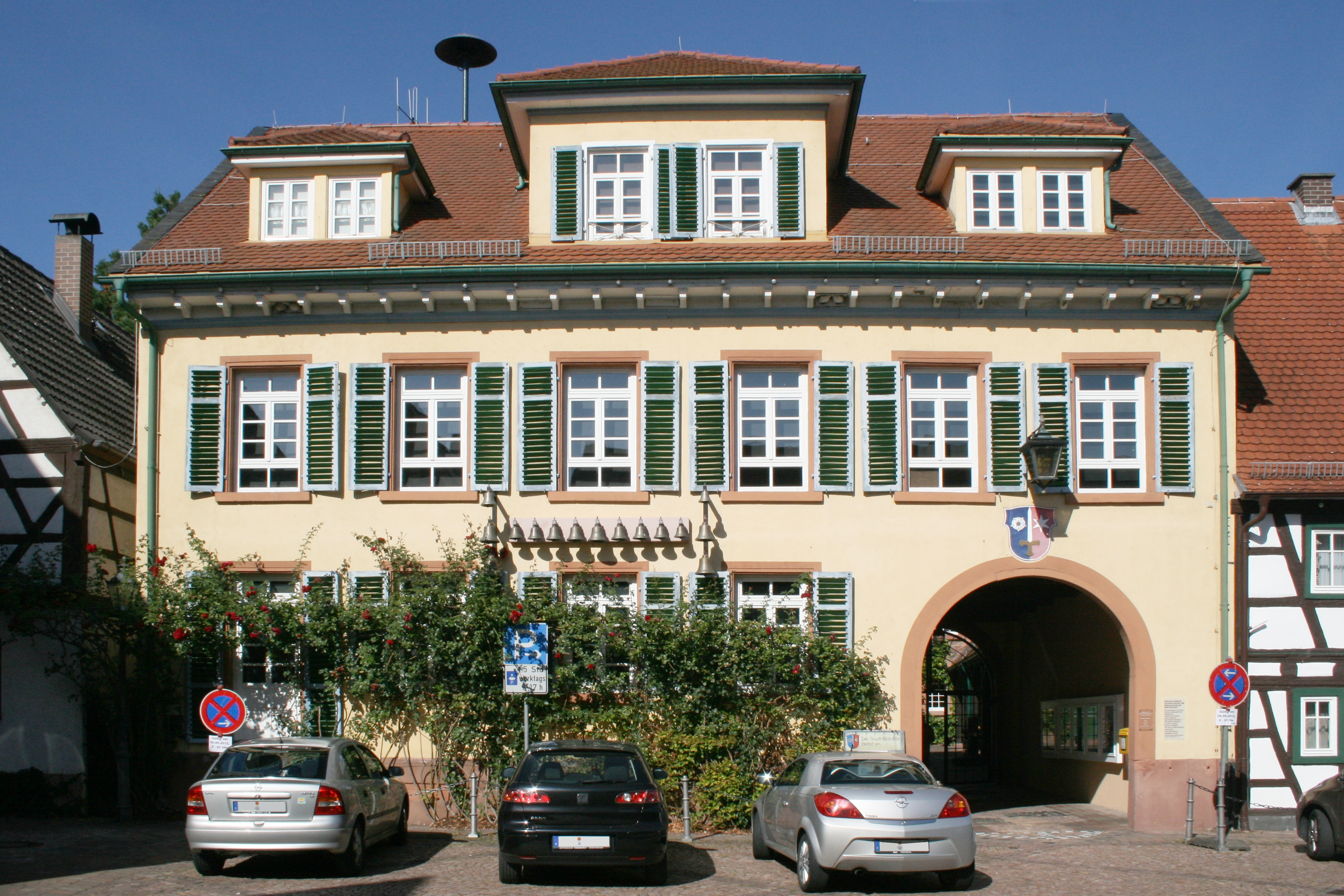
Ehemaliges Kreisamt (1840–1872) in Breuberg-Neustadt, heute Stadtarchiv und Sitz des Breuberg-Bundes.

Der Kreis Neustadt bestand vom 12. Mai 1852 bis zum 1. Juli 1874 als Kreis im Großherzogtum Hessen in dessen Provinz Starkenburg. Kreisstadt war Neustadt im Odenwald.

## Geschichte

### Vorgeschichte
Bis zur Revolution von 1848 im Großherzogtum Hessen war der Bereich des späteren Kreises Neustadt als Landratsbezirk Breuberg organisiert. Da es sich um Souveränitätslande innerhalb des Großherzogtums handelte, ein Gebiet, in dem die Standesherren der Häuser Erbach-Schönberg und Löwenstein-Wertheim maßgeblich mitbestimmten, war die Gebietsreform von 1832, die die Dominiallande, die Gebiete mit ungeteilter Hoheit des Staates, in Kreisen organisiert hatte, hier nicht nachvollzogen worden. Das alles spielte nach 1848 keine Rolle mehr: Die Privilegien der Standesherren wurden, ebenso wie die noch bestehenden Landratsbezirke und Kreise flächendeckend abgeschafft und die Verwaltung in Regierungsbezirken neu organisiert, hier im Regierungsbezirk Erbach.

### Entwicklung
Bereits 1852 wurde in der Reaktionsära die Reform von 1848 wieder rückgängig gemacht – allerdings behielt der Staats die von den Standesherren kassierten Rechte ein und gründete nun auch für den Bereich des früheren Landratsbezirk Breuberg einen Kreis, den Kreis Neustadt. Der umfasste den Landgerichtsbezirk Höchst ohne die Orte Habitzheim, Nieder-Klingen und Ober-Klingen. Der Kreis hatte bei seiner Gründung 18.000 Einwohner.
Im Zuge der nächsten Gebietsreform im Großherzogtum Hessen wurde der Kreis Neustadt 1874 aufgelöst und dessen Gemeinden auf Nachbarkreise aufgeteilt:
- Die Gemeinden Frau-Nauses, Ober-Nauses, Schloß-Nauses und Wiebelsbach kamen zum Kreis Dieburg.
- Der größte Teil des Kreises Neustadt mit allen übrigen Gemeinden kam zum Kreis Erbach.

## Kreisräte
- 1852–1859 Karl Ludwig Heinrich Zimmermann
- 1860–1865 Ludwig Karl Dieffenbach
- 1865–1874 Robert Hoffmann

## Gemeinden
Zum Kreis Neustadt gehörten die folgenden Gemeinden:
| - Affhöllerbach - Annelsbach - Birkert, Breuberger Seits - Birkert, Habitzheimer Seits - Böllstein - Breitenbrunn - Dusenbach - Etzen-Gesäß - Forstel - Frau-Nauses - Fürstengrund | - Gumpersberg - Haingrund - Hainstadt - Hassenroth - Hembach - Hetschbach - Höchst im Odenwald - Höllerbach - Hummetroth - Kimbach - Kirch-Brombach | - König - Langen-Brombach Breuberger Seits - Lützel-Wiebelsbach - Mittel-Kinzig - Mühlhausen - Mümling-Grumbach - Neustadt, Stadt - Nieder-Kinzig - Ober-Kinzig - Ober-Nauses - Pfirschbach | - Rai-Breitenbach - Rimhorn - Sandbach - Schloß-Nauses - Seckmauern - Vielbrunn - Wald-Amorbach - Wallbach - Wiebelsbach |